# Maximilian Ulysses Browne
Il Conte Maximilian Ulysses Browne (Basilea, 23 ottobre 1705 – Praga, 26 giugno 1757) è stato un militare irlandese che operò per quasi tutta la vita nell'esercito austriaco.
Partecipò alla battaglia di Velletri (1744) al comando dell'ala sinistra dell'esercito austriaco comandato dal principe von Lobkowitz.

## Biografia
Era figlio di Ulysses barone di Brown e Annabella Fitzgerald. Discendeva da parte di padre da un'antica stirpe di nobili Giacobiti irlandesi e vantava tra i parenti Peter Lacy e Georg von Browne. Nacque a Basilea, ma fece i primi studi a Limerick e in seguito all'Università Carolina.
A 10 anni fu chiamato in Ungheria da suo zio, Conte Georg von Browne, colonnello di un reggimento di fanteria al servizio dell'Imperiale e regio Esercito austro-ungarico e fu presente all’assedio di Belgrado (1717). Alla fine del 1723 divenne capitano nel reggimento dello zio e nel 1725 fu promosso tenente colonnello. Nel 1730, passato in Corsica, fu ferito a una coscia nell’assedio di Callansara. Nel 1733 divenne colonnello. Nella campagna d’Italia combatté a Parma e a Guastalla. Nel 1736 fu nominato generale e coprì la ritirata dopo la sfortunata battaglia di Banja Luka (3 agosto 1737), ottenendo quindi il Reggimento di fanteria già del conte Francesco di Wallis. Nel 1738 venne promosso tenente generale e decorato con l'Ordine della Croce stellata nel 1739 tenente feldmaresciallo e chiamato nel Consiglio Aulico dell'Austria.
La sua fama è dovuta soprattutto alle sue gesta nella prima guerra di Slesia, dove combatté contro Federico II di Prussia e Kurt Christoph von Schwerin con un numero limitato di truppe contrastando il terreno palmo a palmo. Nella battaglia di Mollwitz (1741) affiancato da Wilhelm Reinhard von Neipperg e Carlo Alessandro di Lorena, venne ferito, ma ritirò in buon ordine l’ala destra dell’esercito austriaco. Ritiratosi in Baviera al comando dell’avanguardia dell’esercito austriaco occupò Deckendorf, cacciando i francesi dalle rive del Danubio e impadronendosi dei loro bagagli. Fu inviato dalla regina Maria Teresa a Worms come plenipotenziario per il trattato fra Austria, Inghilterra e Regno di Sardegna. Partecipò alla battaglia di Chotusitz.
Nel 1744 partecipò, sotto il comando di von Lobkowitz alla campagna in Italia ed alla battaglia di Velletri. Nel corso della battaglia comandava l'ala sinistra dell'esercito di von Lobkowitz, e penetrò nell'abitato di Velletri, catturando nove stendardi, ma, costretto a ritirarsi, perse parte degli uomini (fra cui il suo vicecomandante generale Novati). Venne richiamato in Baviera e vi si distinse. Tornò in Italia nel 1746, cacciò gli spagnoli dal milanese e, riunitosi con il principe di Liechtenstein (che comandava l'esercito), assunse il comando dell'ala sinistra dell’esercito austriaco nella battaglia di Piacenza (16 giugno 1746), sconfiggendo l’ala destra dell’esercito franco-ispanico, comandata dal marchese di Maillebois. Assunto il comando dell'esercito occupò Genova e, insieme alle truppe del Re di Sardegna, prese la contea di Nizza. Entrato in Provenza, fu costretto a ritirarsi dalla rivolta di Genova provocata dal gesto di Balilla. Tra il 1747 e il 1748, difese gli stati austriaci in Italia. Nel 1749 fu nominato governatore della Transilvania e nel 1752 ebbe il comando della città di Praga e di tutte le truppe del regno di Boemia. Nello stesso anno fu governatore del Ducato di Parma e Piacenza. Nel 1775 fu insignito dal Re di Polonia dell'Ordine dell'Aquila Bianca.
Il 1º ottobre 1756, alla guida di una forza di 34.000 uomini, intervenne contro l'invasione della Boemia di Federico II di Prussia, scontrandosi nella battaglia di Lobositz (1º ottobre 1756) e ottenendo una vittoria difensiva. Sette giorni dopo mosse in Sassonia per liberare l’esercito locale, chiuso fra Prina e Königstein. Costrinse poi i prussiani a lasciare la Boemia e, per tale motivo, ebbe il collare del Toson d’oro (6 marzo 1757).
Nella campagna dell'anno seguente venne rilevato al comando dal principe Carlo di Lorena. Pur amareggiato, chiese di servire sotto il Lorena. Alla testa dell'ala destra austriaca nella battaglia di Praga del 6 maggio 1757, fu ferito mentre guidava una carica di granatieri. Ricoverato nella città, morì per le conseguenze delle ferite il 26 giugno.